# Kadapa
Kadapa es una ciudad ubicada en el sur del estado de Andhra Pradesh, India. Según el censo de 2011, tiene una población de 344 893 habitantes.

## Geografía
Está ubicado a una altitud de 134 m s. n. m., a 450 km de la capital estatal, Hyderabad, en la zona horaria UTC +5:30.

## Transporte
En junio de 2015 quedó abierto al tráfico aéreo el aeropuerto de la ciudad. La aerolínea TruJet opera vuelos regionales con destino a Kadapa.